# Zmorac
Zmorac ili smorac je slabi ljetni dnevni vjetar koji puše s mora na kopno u sustavu obalnoga kruženja zraka. Nastaje kada je najniži sloj zraka iznad mora hladniji od zraka nad kopnom. Na istočnoj obali Jadrana pojavljuje se poglavito u neporemećenim vremenskim uvjetima, i to ondje gdje otoci ne smetaju njegovu razvoju. Počinje kao slab jugoistočni vjetar u prijepodnevnim satima, zatim skreće na jug te jugozapad i predvečer se stišava kao sjeverozapadnjak. Najjači je u rano poslijepodne kada je temperaturna razlika kopna i mora najveća, te donosi osvježenje. Često ga se miješa s maestralom.

## Burin
Burin ili kopnenjak (prema mlet. tal. borin, deminutiv od bora: bura) je slab ljetni vjetar koji puše noću i u prvom dijelu jutra od kopna prema moru u sustavu obalnoga kruženja zraka. Posljedica je bržeg hlađenja kopna, što uzrokuje da prizemni sloj zraka nad kopnom postane hladniji nego nad morem.